# Arizona Diamondbacks
O Arizona Diamondbacks é uma equipe de beisebol profissional estadunidense, sediada em Phoenix, Arizona, Estados Unidos. Eles atuam na National League, da Major League Baseball, e sua casa é Chase Field.
Os Diamondbacks conquistaram a World Series em 2001, contra o New York Yankees, sendo a franquia de expansão mais rápida a ganhar uma World Series em apenas quatro anos.

## História da franquia
Em 9 de Março de 1995, Arizona foi premiado com uma expansão da MLB para a temporada de 1998. Com custo de $130 milhões pagos para a Major League Baseball em 16 de Janeiro de 1997, os Diamondbacks foram confirmados oficialmente por votos para a Liga Nacional. A primeira partida da franquia foi contra o Colorado Rockies em 31 de março, no estádio Bank One Ballpark. Atualmente renomeado para Chase Field desde 2005, resultado da operação dos bancos Bank One Corporation's e JPMorgan Chase & Co.
Desde de sua estreia, o Diamondbacks ganhou dois títulos de divisão, a National League e a 2001 World Series.